# Giannīs Fetfatzidīs
Giannīs Fetfatzidīs (in greco Γιάννης Φετφατζίδης?, traslitterato anche Ioannis Fetfatzidis; Drama, 21 dicembre 1990) è un ex calciatore greco, di ruolo centrocampista.

## Caratteristiche tecniche
Trequartista di ruolo, era però capace di svariare su tutto il fronte d'attacco. Solido nei contrasti e di piede mancino, aveva grande abilità nel dribbling, una buona visione di gioco e un ottimo tiro dalla distanza, pur non essendo un realizzatore puro.
Considerato uno dei talenti greci ed europei più promettenti all'inizio della sua carriera, tanto da essere paragonato addirittura a Lionel Messi dalla stampa locale, è stato però condizionato da alcuni infortuni nel corso della sua carriera.

## Carriera

### Club

#### Olympiakos
Dopo aver giocato nelle giovanili presso la città di Sourmena, passa all'Olympiakos. Il 31 ottobre 2009 fa il suo esordio nel campionato greco, in occasione della vittoria contro l'Atromītos a Peristeri. Il 16 ottobre 2010, entrato in campo al posto di Dennis Rommedahl, mette a segno il suo primo gol in campionato contro lo Xanthi, e si ripete a settembre contro il Larissa. Debutta anche in Champions League, il 4 novembre 2009 contro lo Standard Liegi.
Con la squadra del Pireo, tra il 2009 e il 2013, colleziona 72 presenze con 8 gol, tra campionato, coppa e competizioni europee. In questi quattro anni contribuisce alla conquista di tre titoli nazionali e una Coppa di Grecia.

#### Genoa
Il 2 settembre 2013 si trasferisce alla squadra italiana del Genoa. Il 21 settembre esordisce in Serie A entrando nei minuti finali della partita interna contro il Livorno. Ha segnato il suo primo gol in serie A il 26 marzo 2014 contro la Lazio.
Pur partendo poche volte da titolare, impiegato dal tecnico Gian Piero Gasperini come esterno di destra nel tridente offensivo, chiude la stagione con 31 presenze e 2 gol, il secondo dei quali segnato proprio all'ultima giornata di campionato il 18 maggio 2014 siglando la vittoria per 1-0 contro la Roma.
Al ritorno dal mondiale a inizio della stagione 2014-2015 non scende mai in campo a causa della pubalgia, nonostante questo viene chiamato lo stesso nella nazionale ellenica a ottobre 2014, quindi a fine mese si sottopone ad un intervento chirurgico dalla dottoressa Mushaweck a Monaco di Baviera (Germania). Fa il suo esordio stagionale alla 12ª giornata di campionato, nella gara casalinga pareggiata 1-1 contro il Palermo, subentrando nel secondo tempo ad Alessandro Matri. Segna la sua prima rete stagionale il 18 gennaio 2015 a Marassi contro il Sassuolo per il gol del momentaneo 2-2. A pochi minuti dal termine sigla anche, su calcio di rigore, il definitivo 3-3 per la sua prima doppietta in maglia rossoblù.
Complessivamente con la maglia del Genoa ha collezionato 37 presenze e 4 gol.

##### Prestito al Chievo
Il 31 gennaio 2015 viene ufficializzato il suo passaggio in prestito al Chievo. Il 22 febbraio seguente fa il suo esordio con la nuova maglia, nella sconfitta per 0-3 sul campo dell'Empoli. A fine stagione non viene riscattato e fa quindi ritorno al Genoa.

#### Al-Ahli
Il 31 luglio 2015 viene ceduto a titolo definitivo all'Al-Ahli militante nella Saudi Professional League.

#### SPAL
Il 22 gennaio 2023, Fetfazidis fa ritorno in Italia dopo otto anni, firmando un contratto di un anno e mezzo con la SPAL, in Serie B. Cinque giorni dopo, fa il suo esordio con gli estensi, rilevando Lorenzo Dickmann nella partita di campionato in casa del Cagliari. Il 5 marzo seguente, invece, segna la sua prima rete nel successo casalingo sul Cittadella per 2-1.

### Nazionale
Viene convocato da Otto Rehhagel nella nazionale greca e debutta l'8 ottobre 2010 contro la Lettonia. Il 9 febbraio successivo firma la sua prima rete in nazionale nella partita amichevole contro il Canada e segna una doppietta nella partita di qualificazione a Euro 2012 contro Malta.
Il ct Fernando Santos, lo convoca per poter partecipare al suo primo europeo in Polonia-Ucraina. Sceglie di indossare la maglia numero 23. La Grecia terminerà la competizione ai quarti di finale, eliminata dalla Germania per 4-2, con Fetfatzidis che non giocherà nessuna gara.
Il 19 maggio 2014 viene inserito dal ct Fernando Santos nella lista dei 23 giocatori che faranno parte della Nazionale ai Mondiali in Brasile. Esordisce al suo primo mondiale il 14 giugno entrando a partita in corso in occasione della sconfitta per 3-0 contro la Colombia.
Nel settembre 2019 torna ad indossare la maglia della nazionale dopo 4 anni dall'ultima volta, disputando da titolare la gara pareggiata per 1-1 contro il Liechtenstein valida per le qualificazioni agli Europei 2020.

## Statistiche

### Presenze e reti nei club
Statistiche aggiornate al 10 marzo 2023.
| Stagione              | Squadra               | Campionato            | Campionato | Campionato | Coppe nazionali | Coppe nazionali | Coppe nazionali | Coppe continentali | Coppe continentali | Coppe continentali | Altre coppe | Altre coppe | Altre coppe | Totale | Totale |
| Stagione              | Squadra               | Comp                  | Pres       | Reti       | Comp            | Pres            | Reti            | Comp               | Pres               | Reti               | Comp        | Pres        | Reti        | Pres   | Reti   |
| --------------------- | --------------------- | --------------------- | ---------- | ---------- | --------------- | --------------- | --------------- | ------------------ | ------------------ | ------------------ | ----------- | ----------- | ----------- | ------ | ------ |
| 2009-2010             | Olympiacos            | SL                    | 2+1        | 0          | CG              | 0               | 0               | UCL                | 1                  | 0                  | -           | -           | -           | 4      | 0      |
| 2010-2011             | Olympiacos            | SL                    | 19         | 2          | CG              | 3               | 0               | UEL                | 2                  | 1                  | -           | -           | -           | 24     | 3      |
| 2011-2012             | Olympiacos            | SL                    | 17         | 3          | CG              | 3               | 0               | UCL                | 2                  | 1                  | -           | -           | -           | 22     | 4      |
| 2012-2013             | Olympiacos            | SL                    | 12         | 0          | CG              | 8               | 2               | UEL                | 2                  | 0                  | -           | -           | -           | 22     | 2      |
| set. 2013             | Olympiacos            | SL                    | 2          | 0          | CG              | 0               | 0               | UCL                | 0                  | 0                  | -           | -           | -           | 2      | 0      |
| set. 2013-2014        | Genoa                 | A                     | 31         | 2          | CI              | -               | -               | -                  | -                  | -                  | -           | -           | -           | 31     | 2      |
| 2014-gen. 2015        | Genoa                 | A                     | 5          | 2          | CI              | 1               | 0               | -                  | -                  | -                  | -           | -           | -           | 6      | 2      |
| Totale Genoa          | Totale Genoa          | Totale Genoa          | 36         | 4          |                 | 1               | 0               |                    | -                  | -                  |             | -           | -           | 37     | 4      |
| gen.-giu. 2015        | Chievo                | A                     | 4          | 0          | CI              | -               | -               | -                  | -                  | -                  | -           | -           | -           | 4      | 0      |
| 2015-2016             | Al-Ahli               | SPL                   | 16         | 3          | CPc+KCC         | 2+4             | 1+0             | ACL                | 5                  | 0                  | -           | -           | -           | 27     | 4      |
| 2016-2017             | Al-Ahli               | SPL                   | 25         | 3          | CPC+KCC         | 2+5             | 0+2             | ACL                | 8                  | 1                  | SA          | 1           | 0           | 41     | 6      |
| 2017-2018             | Al-Ahli               | SPL                   | 26         | 9          | KCC             | 4               | 2               | ACL                | 2                  | 0                  | -           | -           | -           | 32     | 11     |
| Totale Al Ahli        | Totale Al Ahli        | Totale Al Ahli        | 67         | 15         |                 | 17              | 5               |                    | 15                 | 1                  |             | 1           | 0           | 100    | 21     |
| 2018-feb. 2019        | Olympiacos            | SL                    | 9          | 1          | CG              | 2               | 0               | UEL                | 7                  | 0                  | -           | -           | -           | 18     | 1      |
| Totale Olympiakos     | Totale Olympiakos     | Totale Olympiakos     | 61+1       | 6          |                 | 16              | 2               |                    | 14                 | 2                  |             | -           | -           | 92     | 10     |
| feb.-giu. 2019        | Arīs Salonicco        | SL                    | 10         | 1          | CG              | -               | -               | -                  | -                  | -                  | -           | -           | -           | 10     | 1      |
| 2019-2020             | Arīs Salonicco        | SL                    | 26+6       | 3+2        | CG              | 6               | 0               | UEL                | 4                  | 0                  | -           | -           | -           | 42     | 5      |
| ott. 2020             | Arīs Salonicco        | SL                    | 3          | 1          | CG              | 0               | 0               | UEL                | 1                  | 0                  | -           | -           | -           | 4      | 1      |
| Totale Arīs Salonicco | Totale Arīs Salonicco | Totale Arīs Salonicco | 39+6       | 5+2        |                 | 6               | 0               |                    | 5                  | 0                  |             | -           | -           | 56     | 7      |
| ott. 2020-2021        | Al-Khor               | QSL                   | 17+1       | 6+1        | QSC+EQC         | 3+1             | 0+1             | -                  | -                  | -                  | -           | -           | -           | 22     | 8      |
| 2021-2022             | Al-Khor               | QSL                   | 17         | 3          | QSC+EQC         | 6+0             | 2               | -                  | -                  | -                  | -           | -           | -           | 23     | 5      |
| Totale Al-Khor        | Totale Al-Khor        | Totale Al-Khor        | 34+1       | 9+1        |                 | 10              | 3               |                    | -                  | -                  |             | -           | -           | 45     | 13     |
| 2022-gen. 2023        | Al-Sailiya            | QSL                   | 7          | 1          | QSC+EQC         | 0               | 0               | -                  | -                  | -                  | -           | -           | -           | 7      | 1      |
| gen.-giu. 2023        | SPAL                  | B                     | 5          | 1          | CI              | -               | -               | -                  | -                  | -                  | -           | -           | -           | 5      | 1      |
| Totale carriera       | Totale carriera       | Totale carriera       | 261        | 44         |                 | 50              | 10              |                    | 34                 | 3                  |             | 1           | 0           | 346    | 57     |

### Cronologia presenze e reti in nazionale
| Cronologia completa delle presenze e delle reti in nazionale ― Grecia | Cronologia completa delle presenze e delle reti in nazionale ― Grecia | Cronologia completa delle presenze e delle reti in nazionale ― Grecia | Cronologia completa delle presenze e delle reti in nazionale ― Grecia | Cronologia completa delle presenze e delle reti in nazionale ― Grecia | Cronologia completa delle presenze e delle reti in nazionale ― Grecia | Cronologia completa delle presenze e delle reti in nazionale ― Grecia | Cronologia completa delle presenze e delle reti in nazionale ― Grecia |
| Data                                                                  | Città                                                                 | In casa                                                               | Risultato                                                             | Ospiti                                                                | Competizione                                                          | Reti                                                                  | Note                                                                  |
| --------------------------------------------------------------------- | --------------------------------------------------------------------- | --------------------------------------------------------------------- | --------------------------------------------------------------------- | --------------------------------------------------------------------- | --------------------------------------------------------------------- | --------------------------------------------------------------------- | --------------------------------------------------------------------- |
| 8-10-2010                                                             | Pireo                                                                 | Grecia                                                                | 1 – 0                                                                 | Lettonia                                                              | Qual. Euro 2012                                                       | -                                                                     | 82’                                                                   |
| 12-10-2010                                                            | Pireo                                                                 | Grecia                                                                | 2 – 1                                                                 | Israele                                                               | Qual. Euro 2012                                                       | -                                                                     | 15’                                                                   |
| 17-11-2010                                                            | Vienna                                                                | Austria                                                               | 1 – 2                                                                 | Grecia                                                                | Amichevole                                                            | -                                                                     | 71’                                                                   |
| 9-2-2011                                                              | Larissa                                                               | Grecia                                                                | 1 – 0                                                                 | Canada                                                                | Amichevole                                                            | 1                                                                     |                                                                       |
| 26-3-2011                                                             | Ta' Qali                                                              | Malta                                                                 | 0 – 1                                                                 | Grecia                                                                | Qual. Euro 2012                                                       | -                                                                     | 61’                                                                   |
| 29-3-2011                                                             | Atene                                                                 | Grecia                                                                | 0 – 0                                                                 | Polonia                                                               | Amichevole                                                            | -                                                                     | 76’                                                                   |
| 4-6-2011                                                              | Atene                                                                 | Grecia                                                                | 3 – 1                                                                 | Malta                                                                 | Qual. Euro 2012                                                       | 2                                                                     |                                                                       |
| 7-6-2011                                                              | Atene                                                                 | Grecia                                                                | 1 – 1                                                                 | Ecuador                                                               | Amichevole                                                            | -                                                                     | 63’                                                                   |
| 10-8-2011                                                             | Sarajevo                                                              | Bosnia ed Erzegovina                                                  | 0 – 0                                                                 | Grecia                                                                | Amichevole                                                            | -                                                                     | 46’                                                                   |
| 2-9-2011                                                              | Tel Aviv                                                              | Israele                                                               | 0 – 1                                                                 | Grecia                                                                | Qual. Euro 2012                                                       | -                                                                     | 77’                                                                   |
| 6-9-2011                                                              | Riga                                                                  | Lettonia                                                              | 1 – 1                                                                 | Grecia                                                                | Qual. Euro 2012                                                       | -                                                                     | 46’                                                                   |
| 29-2-2012                                                             | Candia                                                                | Grecia                                                                | 1 – 1                                                                 | Belgio                                                                | Amichevole                                                            | -                                                                     | 85’                                                                   |
| 31-5-2012                                                             | Kufstein                                                              | Armenia                                                               | 0 – 1                                                                 | Grecia                                                                | Amichevole                                                            | -                                                                     | 60’                                                                   |
| 10-9-2013                                                             | Atene                                                                 | Grecia                                                                | 1 – 0                                                                 | Lettonia                                                              | Qual. Mondiali 2014                                                   | -                                                                     | 88’                                                                   |
| 11-10-2013                                                            | Pireo                                                                 | Grecia                                                                | 1 – 0                                                                 | Slovacchia                                                            | Qual. Mondiali 2014                                                   | -                                                                     | 89’                                                                   |
| 5-3-2014                                                              | Pireo                                                                 | Grecia                                                                | 0 – 2                                                                 | Corea del Sud                                                         | Amichevole                                                            | -                                                                     | 60’                                                                   |
| 31-5-2014                                                             | Lisbona                                                               | Portogallo                                                            | 0 – 0                                                                 | Grecia                                                                | Amichevole                                                            | -                                                                     | 63’                                                                   |
| 3-6-2014                                                              | Chester                                                               | Nigeria                                                               | 0 – 0                                                                 | Grecia                                                                | Amichevole                                                            | -                                                                     | 74’                                                                   |
| 6-6-2014                                                              | Harrison                                                              | Bolivia                                                               | 1 – 2                                                                 | Grecia                                                                | Amichevole                                                            | -                                                                     | 58’                                                                   |
| 14-6-2014                                                             | Belo Horizonte                                                        | Colombia                                                              | 3 – 0                                                                 | Grecia                                                                | Mondiali 2014 - 1º turno                                              | -                                                                     | 58’                                                                   |
| 20-6-2014                                                             | Natal                                                                 | Giappone                                                              | 0 – 0                                                                 | Grecia                                                                | Mondiali 2014 - 1º turno                                              | -                                                                     | 41’                                                                   |
| 29-3-2015                                                             | Budapest                                                              | Ungheria                                                              | 0 – 0                                                                 | Grecia                                                                | Qual. Euro 2016                                                       | -                                                                     | 77’                                                                   |
| 13-6-2015                                                             | Tórshavn                                                              | Fær Øer                                                               | 2 – 1                                                                 | Grecia                                                                | Qual. Euro 2016                                                       | -                                                                     | 71’                                                                   |
| 16-6-2015                                                             | Danzica                                                               | Polonia                                                               | 0 – 0                                                                 | Grecia                                                                | Amichevole                                                            | -                                                                     | 70’                                                                   |
| 7-9-2015                                                              | Bucarest                                                              | Romania                                                               | 0 – 0                                                                 | Grecia                                                                | Qual. Euro 2016                                                       | -                                                                     | 46’                                                                   |
| 8-9-2019                                                              | Amarousio                                                             | Grecia                                                                | 1 – 1                                                                 | Liechtenstein                                                         | Qual. Euro 2020                                                       | -                                                                     | 68’                                                                   |
| 15-10-2019                                                            | Atene                                                                 | Grecia                                                                | 2 – 1                                                                 | Bosnia ed Erzegovina                                                  | Qual. Euro 2020                                                       | -                                                                     | 84’                                                                   |
| Totale                                                                |                                                                       | Presenze                                                              | 27                                                                    |                                                                       | Reti                                                                  | 3                                                                     |                                                                       |

## Palmarès

### Club

#### Competizioni nazionali
- Campionato greco: 3

Olympiakos: 2010-2011, 2011-2012, 2012-2013
- Coppa di Grecia: 2

Olympiakos: 2011-2012, 2012-2013
- Saudi Professional League: 1

Al Ahli: 2015-2016
- Saudi Super Cup: 1

Al Ahli: 2016

### Individuale
- Calciatore greco dell'anno: 1

Miglior giovane: 2011